# Herman Haupt
Pour les articles homonymes, voir Haupt.
Herman Haupt (26 mars 1817 – 14 décembre 1905) est un ingénieur civil américain et ingénieur en construction de chemins de fer. Alors général de l'armée de l'Union durant la guerre de Sécession, il révolutionne le transport militaire aux États-Unis.

## Avant la guerre de Sécession
Herman Haupt vient au monde le 28 mars 1817, à Philadelphie (Pennsylvanie), fils de Jacob et Margaretta Wiall Haupt qui ont quatre autres enfants dont deux filles. Il devient orphelin de père, commerçant, à l’âge de douze ans et devra travailler à mi-temps pour financer ses études.
En 1831, âgé de 14 ans, il intègre l’Académie militaire de West Point sur proposition du président des États-Unis, Andrew Jackson. Diplômé en 1835, il est affecté, en juillet, au 3e régiment d’Infanterie de l’armée régulière, en tant que lieutenant en second.
Il démissionne quelques mois plus tard pour accepter un poste d’assistant-ingénieur qui lui est proposé pour établir les plans de la ligne Allentown road et de celles de la compagnie Norristown & Valley Railroad
.
À 19 ans, il devient assistant-ingénieur pour les chemins de fer de l’État du Maryland et dresse l’itinéraire de la ligne allant de Gettysburg au Potomac Creek à travers la South Mountain,.
Le 30 août 1838, à Gettysburg, il épouse Ann Cecelia Keller. De cette union naîtront onze enfants dont quatre filles. L’année suivante, il dresse les plans et brevète une méthode originale de construction de pont qui restera connue sous son nom, variante de pont en treillis. L’auteur décrit ainsi sa technique : « The construction of a lattice bridge without counterbraces, but consisting simply of braces inclined at any proposed angle and ties which are perpendicular to the lower chord, the chords being either straight or curved »,.
De 1840 à 1847, il enseigne les mathématiques et l’ingénierie au Pennsylvania College de Gettysburg. Il revient aux chemins de fer en 1847, en occupant un poste d’ingénieur de construction au sein de la compagnie Pennsylvania Railroad, puis, de 1849 à 1851, avec le titre de superintendant general. De 1851 à 1853, il travaille comme ingénieur en chef pour la Southern Railway in Mississippi puis pour la Pennsylvania Railroad jusqu’en 1856. Dans ce dernier poste, il achève la Mountain Division avec le tunnel Alleghany, permettant la liaison avec Pittsburgh.
De 156 à 1861, il occupe le poste d’ingénieur en chef pour le percement du tunnel du Hoosac, ouvrage projeté d’une longueur de huit kilomètres à travers les Berkshires dans l’Ouest du Massachusetts.

## Durant la guerre de Sécession

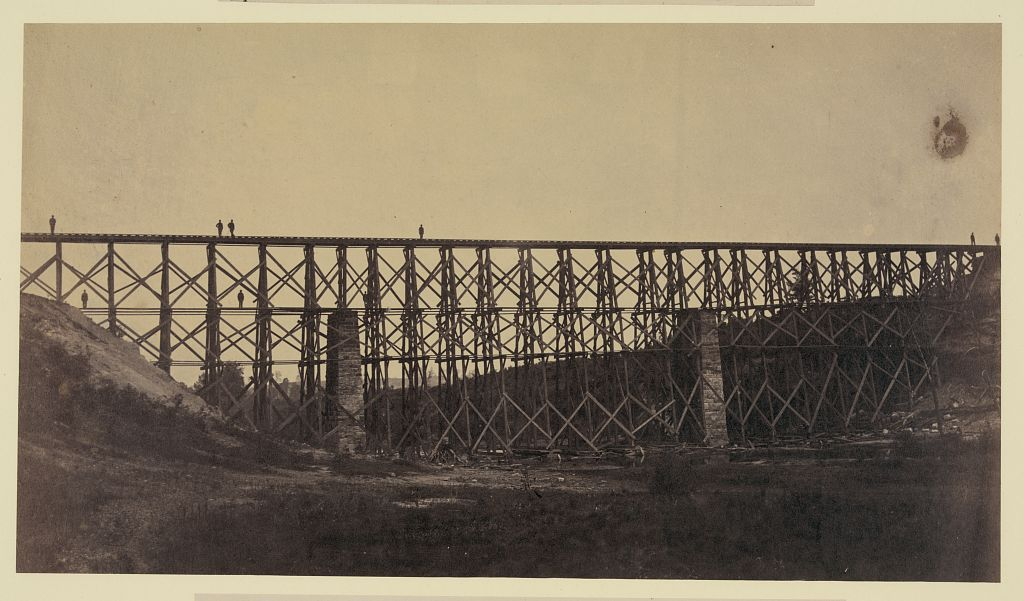
Le pont sur le Potomac Creek reconstruit tel que vu par Lincoln.

Au printemps 1862, le War Department met en place un bureau chargé du fonctionnement des chemins de fer militaires nordistes (USMRR). Le 27 avril, Haupt est nommé à la tête de ce bureau par Edwin M. Stanton, secrétaire à la Guerre ; il reçoit les galons de colonel et les fonctions d’aide de camp du général Irvin McDowell, lequel est chargé des défenses de la zone de Washington.
Haupt dirige les réparations et la sécurisation des lignes ferroviaires de la région entourant la capitale fédérale. Il organise et forme les personnels de la direction des services ferroviaires ; il améliore les communications télégraphiques au long des mêmes lignes. Au nombre de ses réalisations les plus importantes se trouve la ligne du Richmond, Fredericksburg and Potomac Railroad avec le pont sur le Potomac Creek qui sera remis en état en neuf jours. Cette réalisation impressionnera le président Lincoln qui affirmera : « Ce type, Haupt, a construit un pont de quatre cents pieds de long et de cent pieds de haut, en travers du Potomac Creek, sur lequel passent toutes les heures des trains à pleine charge, et, vous pouvez m’en croire, messieurs, il n’a utilisé pour cela que des tiges de maïs et des perches à haricots »,,.

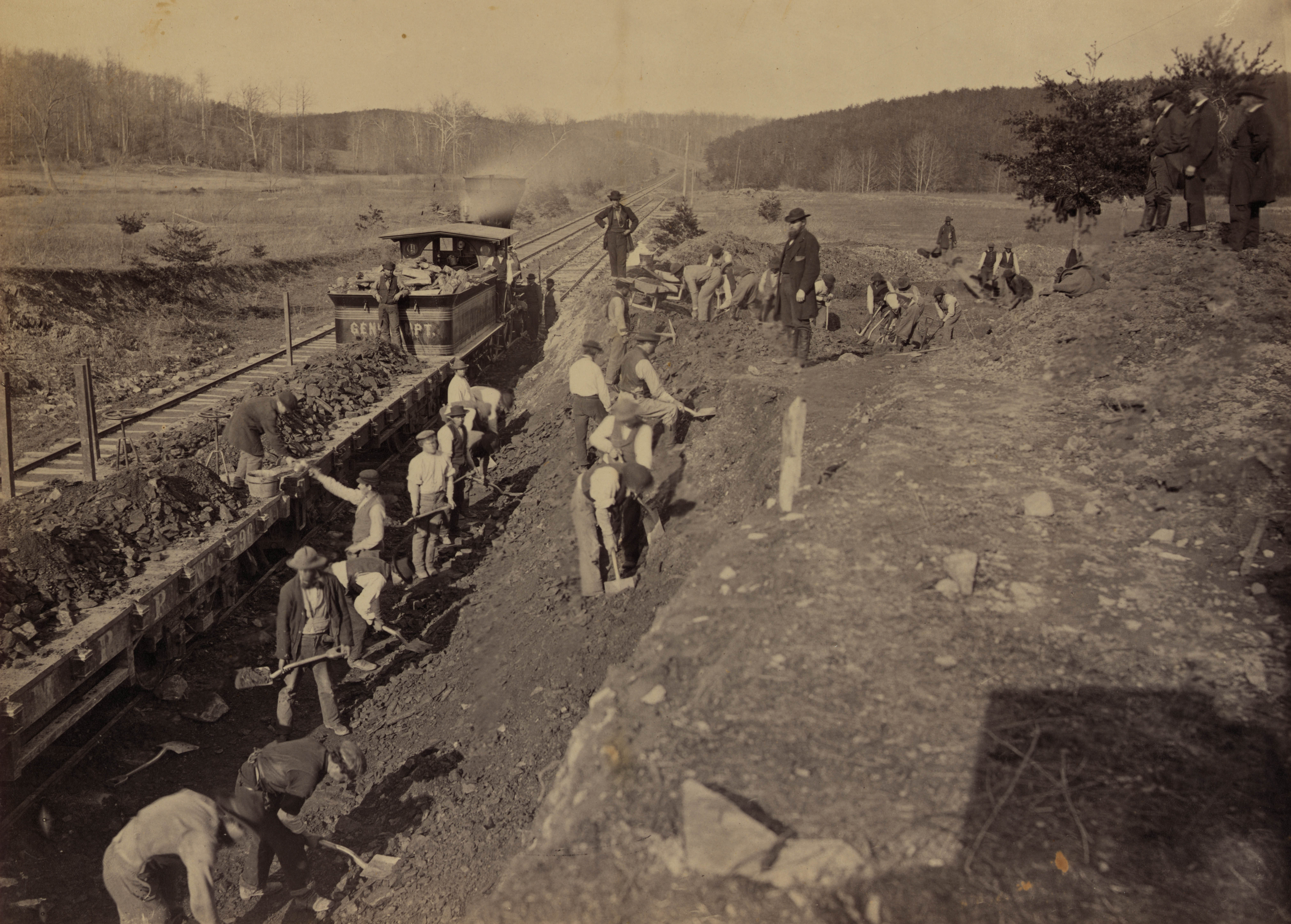
La locomotive, "General Haupt" utilisée pour des travaux dans les environs de Bull Run en 1863, sous la surveillance de Herman Haupt en personne (personnage botté, à droite, sur le talus).

Le 5 septembre, il reçoit le brevet de Brigadier General dans les Volontaires des États-Unis. Il refuse cette distinction, expliquant sa préférence pour servir son pays sans un grade officiel qui risquerait de limiter sa liberté à effectuer des travaux dans l’industrie privée. La même distinction lui est offerte au début de l’automne 1863. Il met alors trois conditions pour accepter. La première est la création d’un Bureau central des Chemins de Fer militaires fédéraux, chargé d’inspecter, de diriger et de recevoir les rapports concernant les constructions, et toutes les opérations militaires des USMRR ; en deuxième lieu, que toutes les difficultés rencontrées avec les commandants en chef sur le terrain soient résolues par la négociation et la coopération au sein de leur département ; en dernier lieu, que le chef du Bureau ait toute autorité sur l’affectation des personnels au poste les requérant et sur tout sujet concernant le Bureau, même concernant des contrats d’ordre privé. Le War Department n’accepte pas, Haupt est relevé de ses fonctions le 5 septembre et il quitte le service le 14 du même mois.
Durant l’année passée sous l’uniforme, il eut une influence importante sur l’effort de guerre nordiste. La guerre de Sécession est un des premiers conflits où le transport par rail sur grande échelle fut utilisé pour déplacer des troupes où les ravitailler sur de longues distances. Il procura aux armées nordistes de Virginie et du Potomac le support nécessaire pendant les campagnes de Virginie du nord et du Maryland, et fut particulièrement efficace pendant la campagne de Gettysburg, conduite dans une région qu’il connaissait depuis son enfance. Les convois qu’il organisa à la hâte fournirent le ravitaillement nécessaire aux armées nordistes, évacuant, au retour, de la zone des combats des milliers de blessés vers les hôpitaux de l’arrière. Après la bataille de Gettysburg, Haupt prit place dans un de ses trains pour arriver à la Maison-Blanche le 6 juillet 1863, étant le premier à informer le président Lincoln que George G. Meade n’avait pas donné les ordres nécessaires pour poursuivre vigoureusement l’armée sudiste vaincue du général Lee.

## Après la guerre de Sécession
Haupt revient aux travaux ferroviaires, construction de lignes, ponts et tunnel mais aussi de pipelines, dont il sera le premier à démontrer l’utilité pour le transport du pétrole. Il fait l’acquisition, avec sa femme, d’un hôtel à Mountain Lake (Virginie), dans le comté de Giles). Il est aussi l’inventeur d’une machine à forer que la Royal Polytechnic Society britannique récompensera.
Il occupe au fil des ans différents postes de direction.
- 1872-1876 : directeur général de la compagnie Piedmont Air-Line Railway (de Richmond à Atlanta) ;
- 1881-1885 : directeur général de la Northern Pacific Railroad ;
- 1885-1886 : président de la Dakota and Great Southern Railroad.

Ses investissements financiers dans les chemins de fer, les mines, et les titres d’emprunts de l’État de Pennsylvanie lui assurèrent une certaine fortune, fortune qui disparut cependant dans les contentieux liés au tunnel de Hoosac.
Il meurt en 1905 d’un malaise cardiaque, dans un wagon de chemin de fer, lors d’un trajet entre New York et Philadelphie. Il repose dans le cimetière de West Laurel Hill, à Bala Cynwyd (Pennsylvanie).

## Sources et bibliographie
- (en) Cet article est partiellement ou en totalité issu de l’article de Wikipédia en anglais intitulé « Herman Haupt » (voir la liste des auteurs).

 : document utilisé comme source pour la rédaction de cet article.
- John H. Eicher, et David J. Eicher, Civil War High Commands, Stanford University Press, 2001,  (ISBN 0-8047-3641-3).
- Robert L. Frey, éd., « Railroads in the Nineteenth Century » (Encyclopedia of American Business History and Biography), New York: Facts on File, 1988,  (ISBN 978-0816020126).
- Newt Gingrich, and William R. Forstchen, Gettysburg: A Novel of the Civil War, St. Martin's Press, 2003,  (ISBN 0-312-30935-X).
- James A. Ward, That Man Haupt: A Biography of Herman Haupt, Louisiana State University Press, 1973,  (ISBN 978-0807102251).
- Thomas Weber, The northern railroads in the Civil War 1861-1865, Columbia University, New York, King's Crown Press, 1952 (lire en ligne)
- John Elwood Clark, Railroads In The Civil War : The Impact Of Management On Victory And Defeat, Louisiana State University Press, 2004, 294 p. (ISBN 978-0-8071-3015-5, lire en ligne)
- George Edgar Turner, Victory rode the rails, the strategic place of the railroads in the Civil War, University of Nebraska Press, Bison Books, 1992, 419 p. (ISBN 0-8032-9423-9)